# Santa María Madre de la Providencia en Monte Verde (título cardenalicio)
Santa María Madre de la Providencia en Monte Verde (en latín: "Sanctae Mariae Matris Providentiae in Monte Viridi"-en italiano: "Sanctae Mariae Matris Providentiae in Monte Viridi") es un título cardenalicio de presbítero. Fue creado por el papa Pablo VI, el día 29 de abril de 1969, con la Constitución apostólica "Gliscentibus fere".
La sede de este título es la Parroquia de Santa María Madre de la Providencia, situada en el barrio de Gianicolense de la ciudad de Roma.
El actual cardenal titular es el brasileño Orani João Tempesta.

## Titulares
- Luis Aponte Martínez (5 de marzo de 1973-9 de abril de 2012)
- Orani João Tempesta, O. Cist. (22 de febrero de 2014-presente).